# Церква Різдва Пресвятої Богородиці (Ворохта)
Це́рква Різдва́ Пресвято́ї Богоро́диці — дерев'яна церква, яка знаходиться у смт Ворохта, Івано-Франківської області. Розташована у північній частині селища, на вершині пагорба, вона є своєрідною візитівкою Ворохти й унікальним одним із найдавніших храмів Гуцульщини.

## Архітектура
Саме ця ворохтянська церква, цілісно дерев'яна і по-справжньому «гуцульська», вважається найдосконалішою за формою та архітектурними пропорціями. Будівля храму, що характерно для гуцульської школи — хрещата в плані, із одним центрально розташованим верхом. Чотири зруби (бабинець, вівтар і два бічні рамена), які прилягають до просторого, високого й добре освітленого четверика нави, помітно поступаються йому за висотою й мають прямокутну, витягнуту в поздовжньому напрямку форму. Майже рівновеликі рамена просторового хреста є меншими за висотою від центрального зрубу і завершуються двосхилими дахами з фронтонами та невеличкими маківками з хрестами над причілками. Завдяки художніми засобам, досконалому співвідношенню пропорцій, вдалому розташуванню та підвищеній кам'яній основі — внутрішній простір церкви, при більш ніж скромних розмірах, вражає своєю висотною урочистістю, особливо у порівнянні із собі подібними присадкуватими будівлями церков. Піддашшя храму, кріплене на фігурних кронштейнах — наче парасолька, візуально створює гармонійний перехід від землі до вертикальних стін та завершення будівлі. Стіни похилені до середини ще раз підтверджують історичну старовину храму.
В інтер'єрі церкви Різдва Богородиці збереглися настінні розписи XIX ст. У дзвіниці досі діє невеличкий музей. А от богослужіння у храмі, у часи незалежності, відродилося завдяки монахам Студитського Уставу (УГКЦ) із с. Дора.

## Історія
Історія створення святині суперечлива й неоднозначна, оскільки одні історики датують споруду XVIII ст., інші ж 1615 р. Проте переважна більшість згадок сходяться у твердженні, що церкву побудовано у с. Вороненко, а вже згодом у 1780 р. перенесено до Ворохти на місце над новим цвинтарем.
Незважаючи на понад двохсотлітню історію храму (зокрема професійну реставрацію 1979 р.) його первісна композиція збереглася незмінною й донині. Це один із найвеличніших храмів, хоча і найменший за розмірами серед типових гуцульських будівель. У давнину, по традиції, навколо церкви Різдва Богородиці був цвинтар, вхід на який франкований двома величезними каменями. Існує думка, що це так звані «менгіри» — своєрідна ритуальна огорожа, камені, якими здавна позначали священні місця.
В радянські часи церква охоронялась як пам'ятка архітектури Української РСР (№ 235).

## Світлини

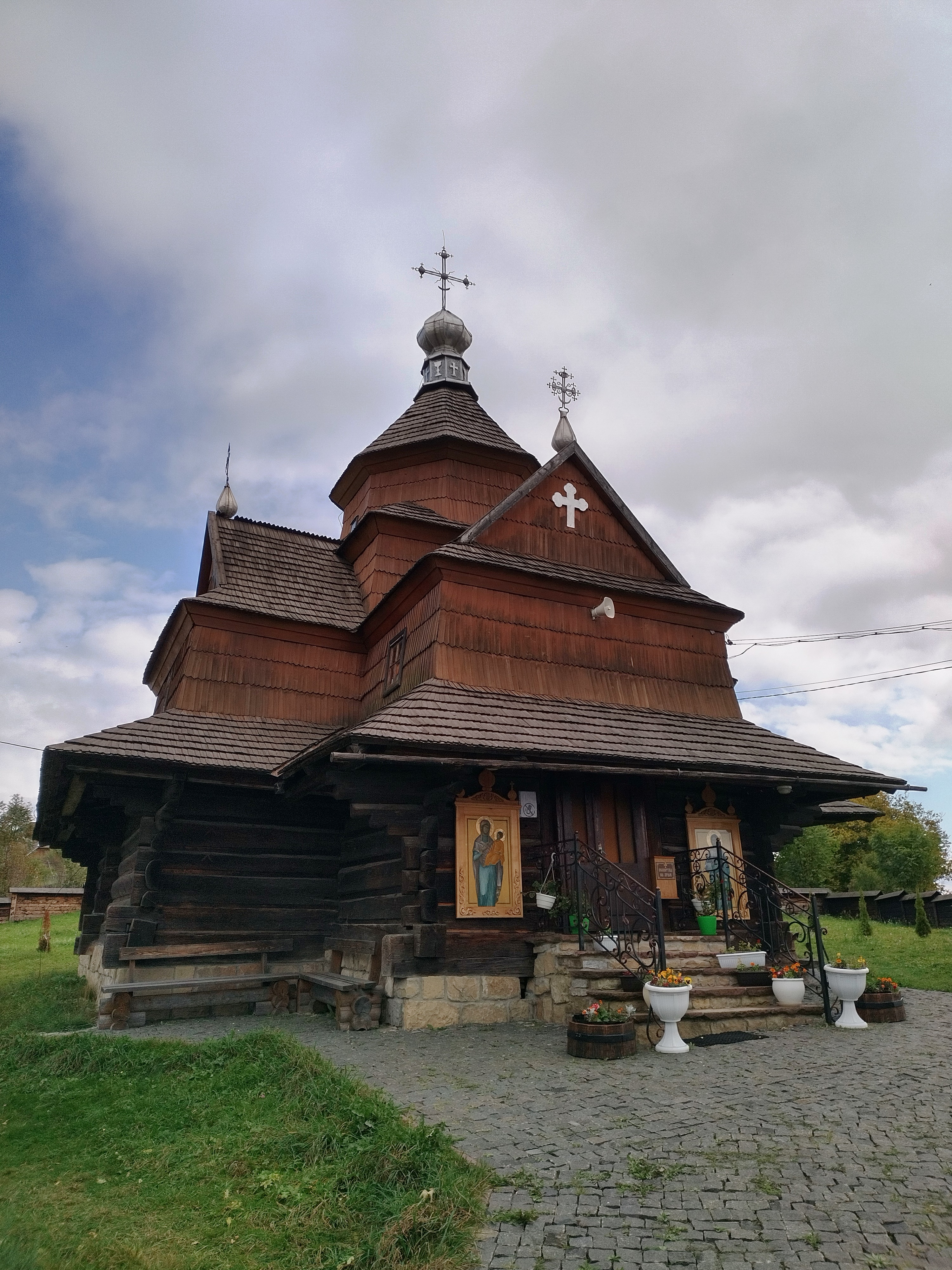
Центральній вхід до церкви
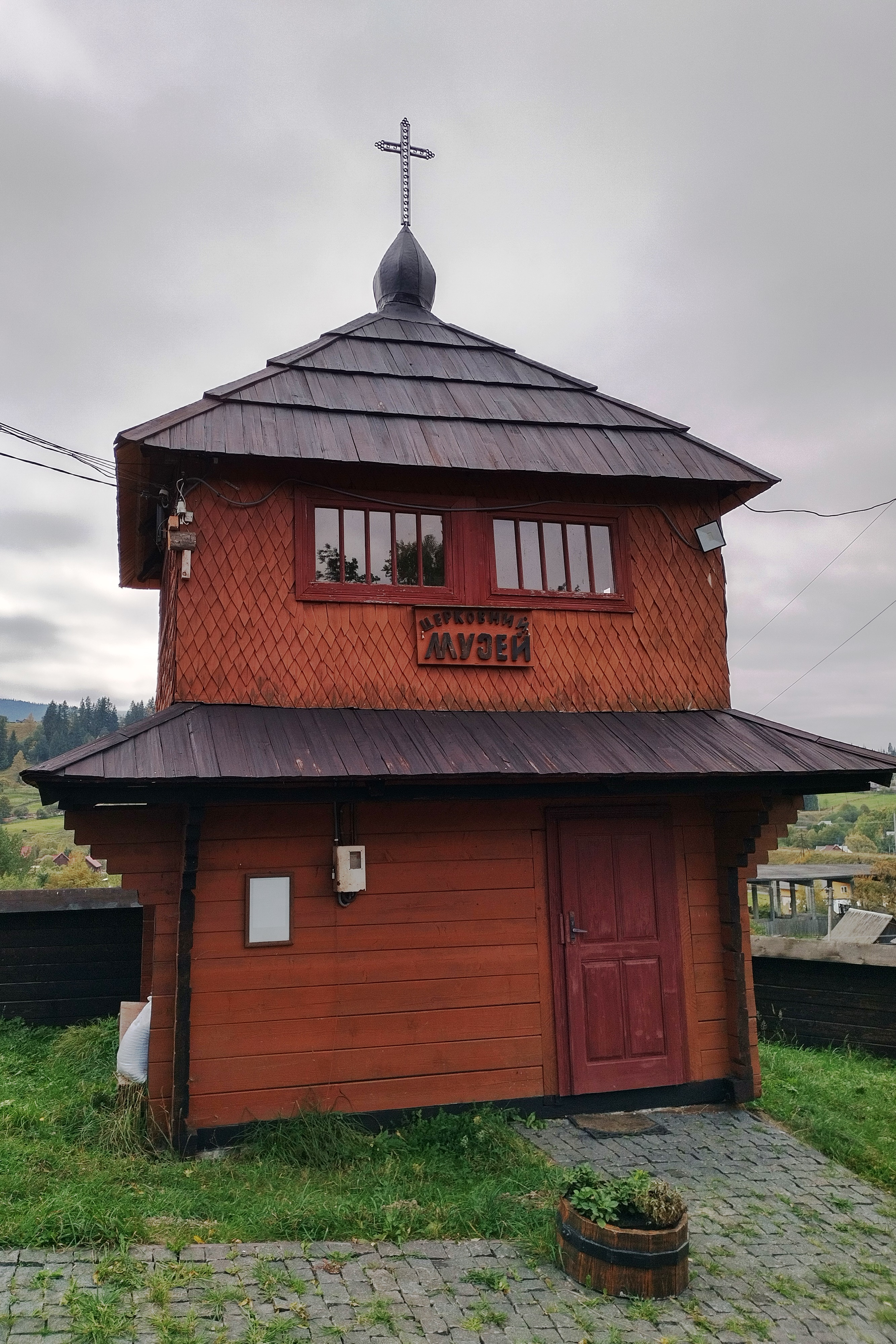
Церковний музей
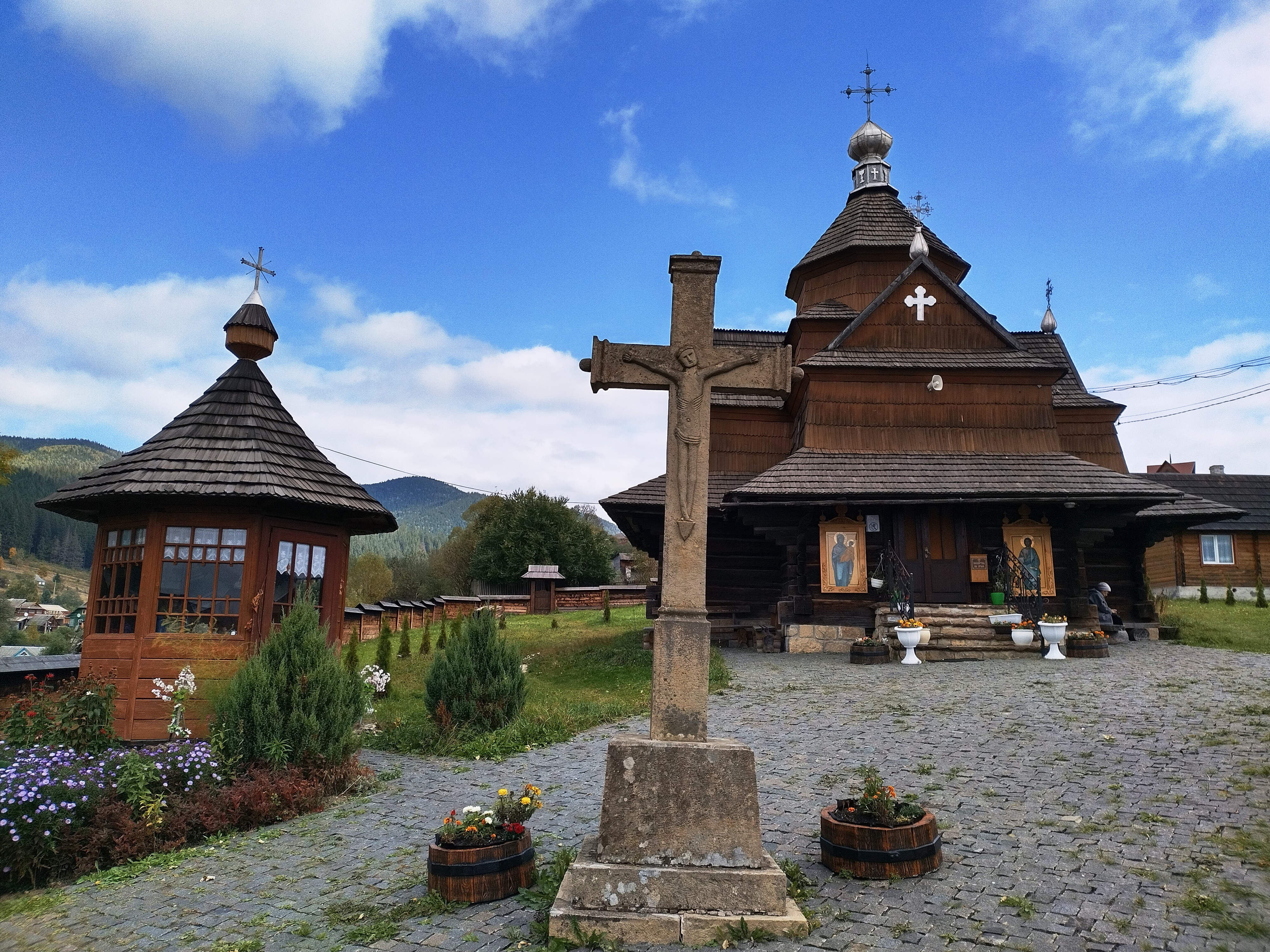
Загальний вигляд